# Альфред Шмідт (футболіст)
Альфред «Акі» Шмідт (нім. Alfred "Aki" Schmidt, 5 вересня 1935, Дортмунд — 11 листопада 2016, Дортмунд) — німецький футболіст, що грав на позиції півзахисника за клуб «Боруссія» (Дортмунд), а також національну збірну ФРН. По завершенні ігрової кар'єри — тренер. 

## Клубна кар'єра
У дорослому футболі дебютував 1956 року виступами за команду «Боруссія» з рідного Дортмунда, кольори якої і захищав протягом усієї своєї кар'єри гравця, що тривала дванадцять років. Більшість часу, проведеного у складі «Боруссії», був основним гравцем команди. За цей час двічі виборював титул переможця Оберліги ФРН (Захід), 1965 року ставав володарем Кубка ФРН, а наступного року — володарем Кубка Кубків УЄФА.

## Виступи за збірну
1957 року дебютував в офіційних матчах у складі національної збірної Німеччини. Протягом кар'єри у національній команді, яка тривала 8 років, провів у її формі 25 матчів, забивши 8 голів.
У складі збірної був учасником чемпіонату світу 1958 року у Швеції, на якому виходив на поле в одній грі групового етапу проти Аргентини (перемога 3:1) і у чвертьфіналі проти Югославії (перемога 1:0).

## Кар'єра тренера
Розпочав тренерську кар'єру невдовзі по завершенні кар'єри гравця, 1968 року, очоливши тренерський штаб клубу «Ян» (Регенсбург).
Протягом тренерської кар'єри також очолював команди «Кікерс» (Оффенбах), «Пройсен Мюнстер» та «Пірмазенс».
Останнім місцем тренерської роботи був клуб «Ян» (Регенсбург), головним тренером команди якого Альфред Шмідт удруге був з 1975 по 1976 рік.
Помер 11 листопада 2016 року на 82-му році життя у рідному Дортмунді.

## Титули і досягнення

### Гравець
- Переможець Оберліги ФРН (Захід) (2):

«Боруссія» (Дортмунд): 1956-1957, 1962-1963
- Володар Кубка ФРН (1):

«Боруссія» (Дортмунд): 1965
- Володар Кубка Кубків УЄФА (1):

«Боруссія» (Дортмунд): 1965-1966

### Тренер
- Володар Кубка ФРН (1):

«Кікерс» (Оффенбах): 1970